# 쇠꼬리국
쇠꼬리국 또는 쇠꼬리탕(-湯), 쇠꼬리 수프(-soup)는 쇠꼬리를 넣어 끓인 국물 음식이다.

## 종류

### 한국
한국에서는 쇠꼬리로 곰국의 일종인 꼬리곰탕을 끓여 먹는다.

### 동아시아·동남아시아
중국에서는 쇠꼬리로 끓인 국이 뉴웨이탕(중국어 간체자: 牛尾汤, 정체자: 牛尾湯, 병음: niúwěitāng, 한자음: 우미탕)이라 불리며, 이는 "쇠꼬리국"이라는 뜻이다. 일본에서는 데루스푸(テールスープ)라 불리는데, 이는 "꼬리 수프"를 뜻하는 영어 "테일 수프(tail soup)"를 일본어식으로 읽은 것이다.
인도네시아에서는 숩 분툿(인도네시아어: sup buntut)이라는 쇠꼬리 수프가, 말레이시아에서는 숩 에코르(말레이어: sup ekor)라는 쇠꼬리 수프가 있다. "숩"은 "수프"라는 뜻이며, 인도네시아어 "분툿"과 말레이시아어 "에코르"는 모두 "꼬리"를 뜻한다.

### 서아시아·캅카스
터키에서는 초르바의 일종인 푀치 초르바(튀르키예어: pöç çorbası 푀치 초르바스[*])를 먹는다. 터키어 "푀치"는 "꼬리"를 뜻한다.

### 유럽·아메리카
영어권에서는 쇠꼬리 수프를 옥스테일 수프(영어: oxtail soup)라 부른다. 영국식 옥스테일 수프에는 양파, 셀러리, 당근과 토마토 페이스트가 들어간다. 미국 남부에서도 옥스테일 수프를 즐겨 먹는다.
독일의 옥센슈반츠주페(독일어: ochsenschwanzsuppe)는 전통적으로 결혼식, 크리스마스, 새해와 같은 큰 행사에 첫 번째 코스로 대접한다.

## 사진 갤러리

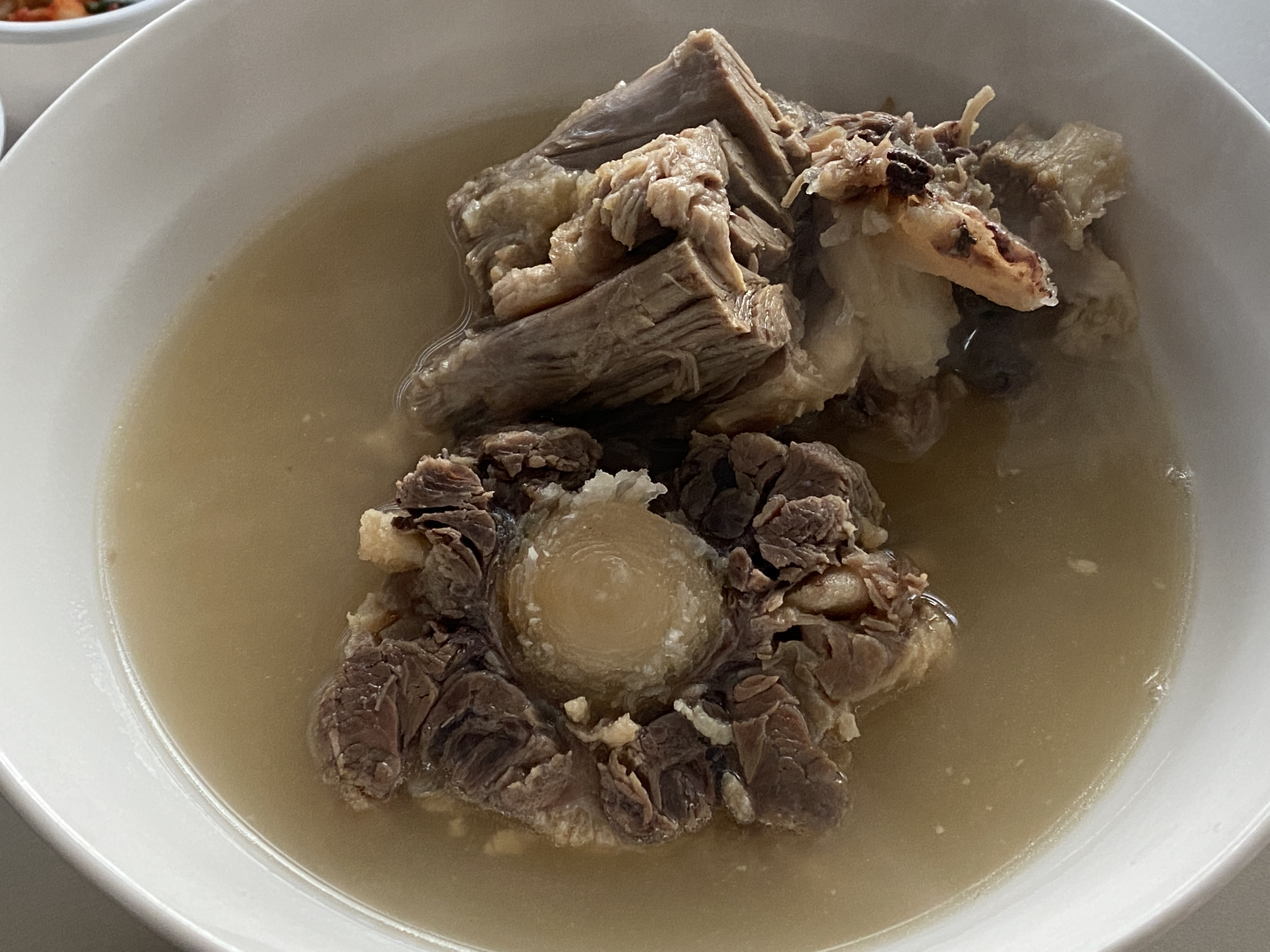
한국식 꼬리곰탕
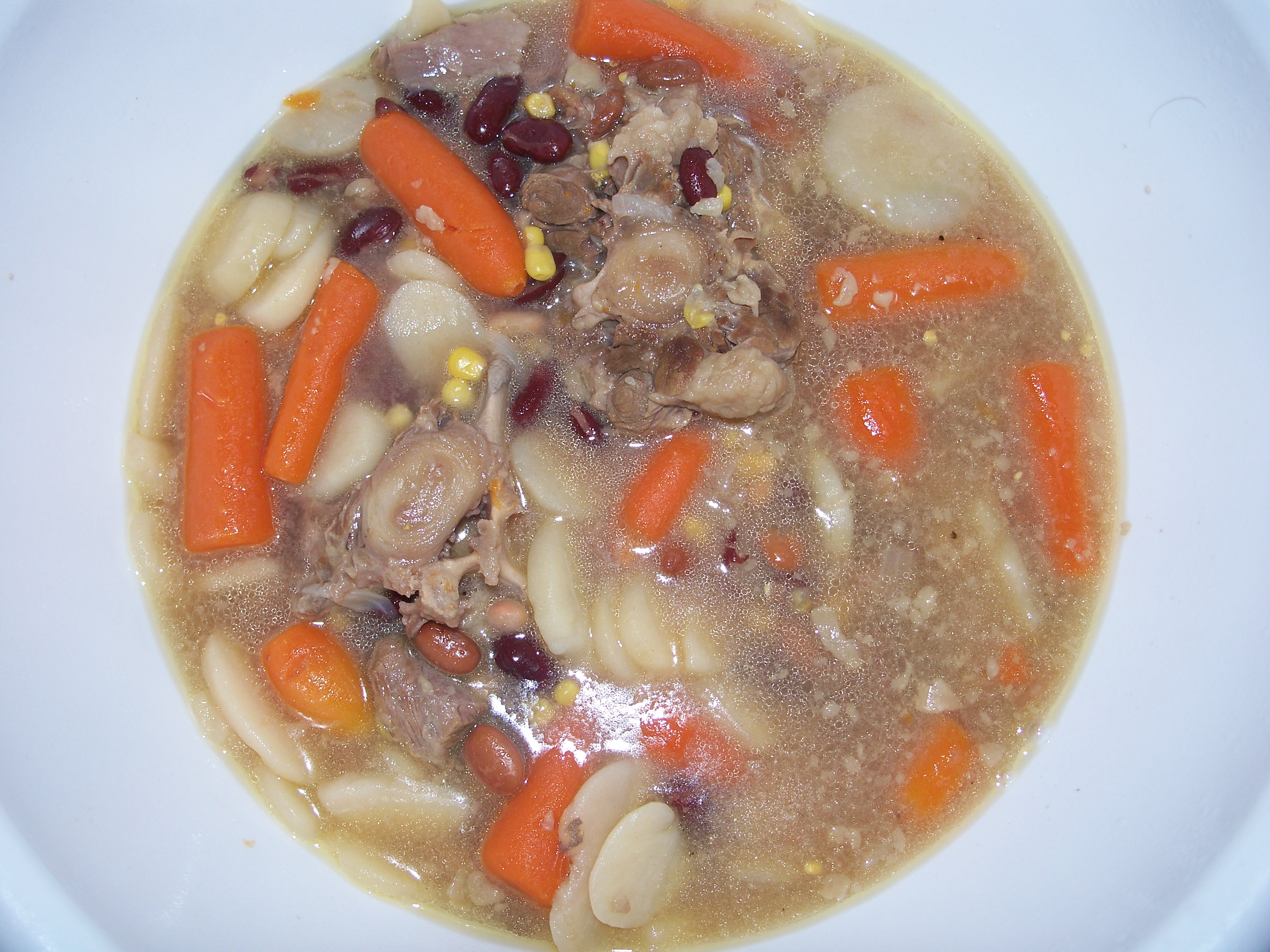
미국식 옥스테일 수프(oxtail soup)
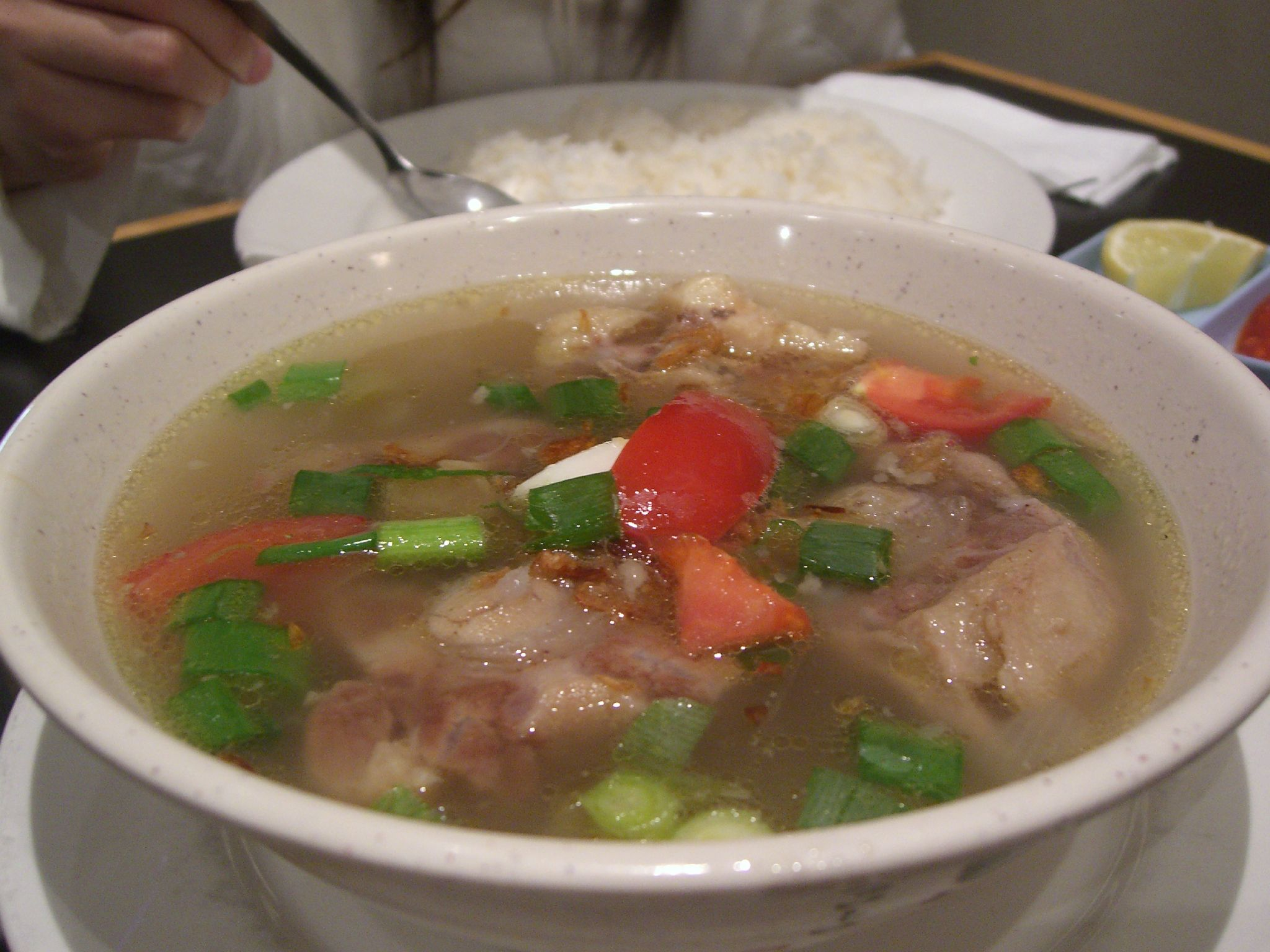
인도네시아식 숩 분툿(sup buntut)
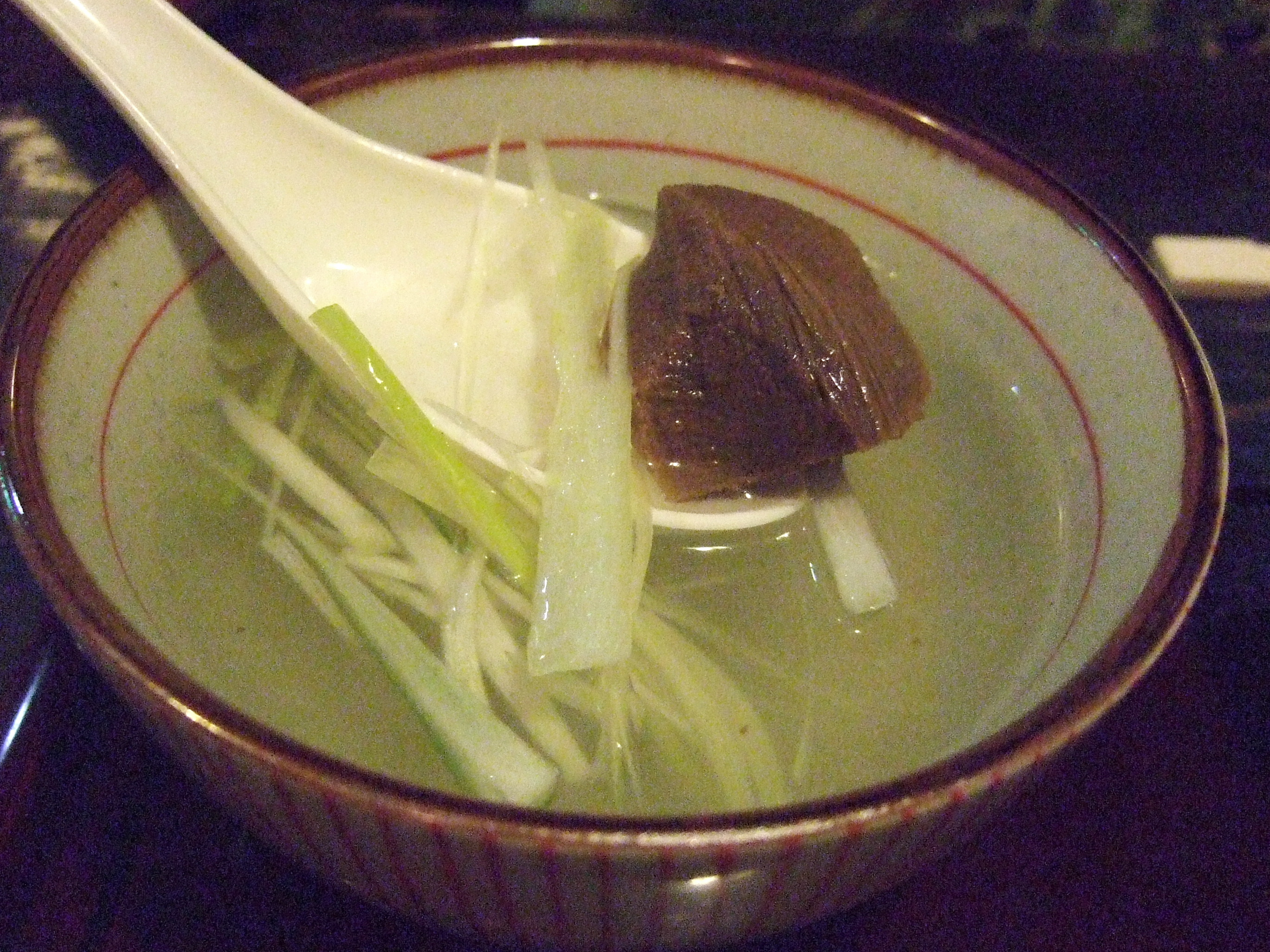
일본식 테일 수프(テールスープ)
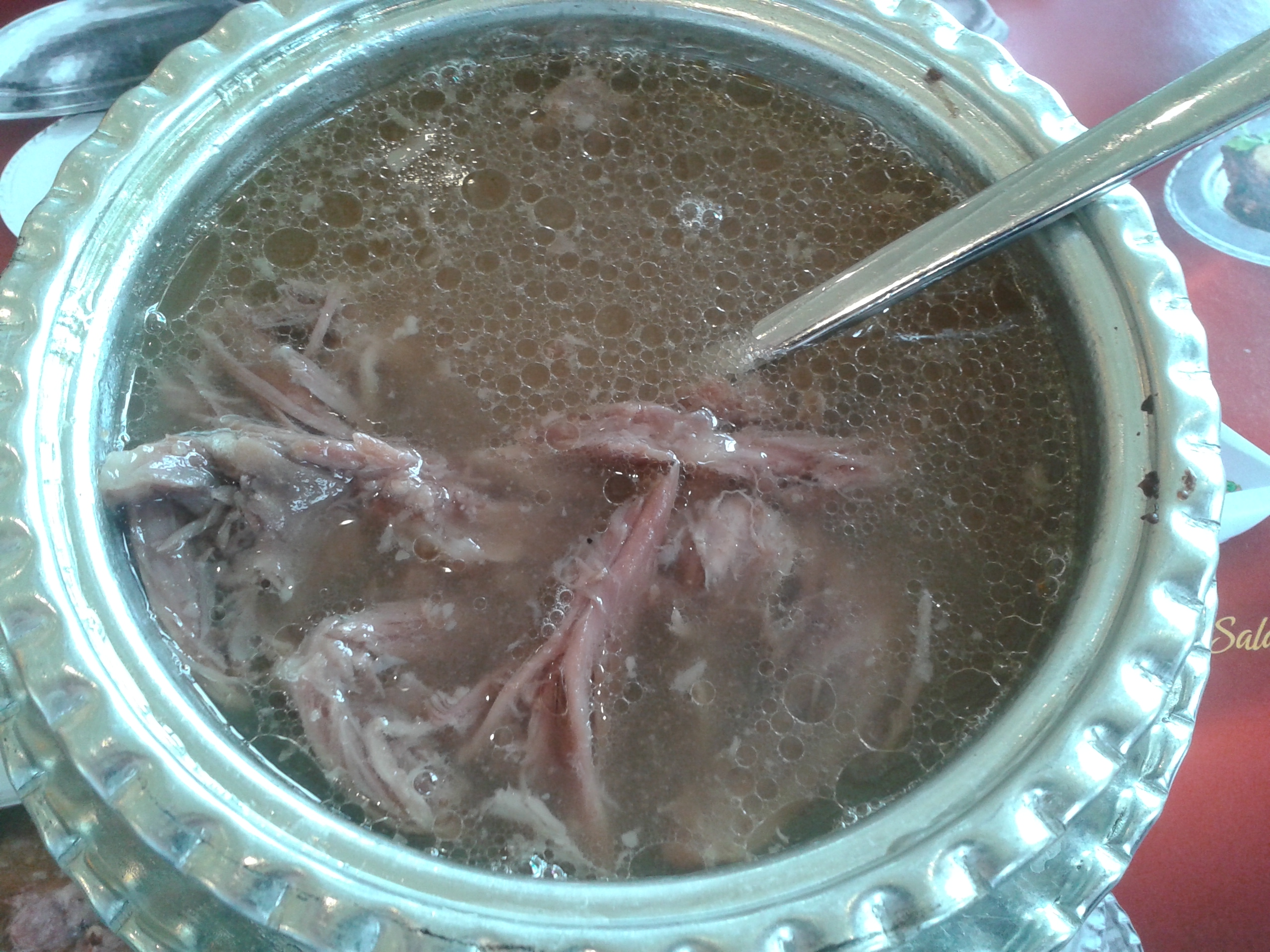
터키식 푀치 초르바(pöç çorbası)
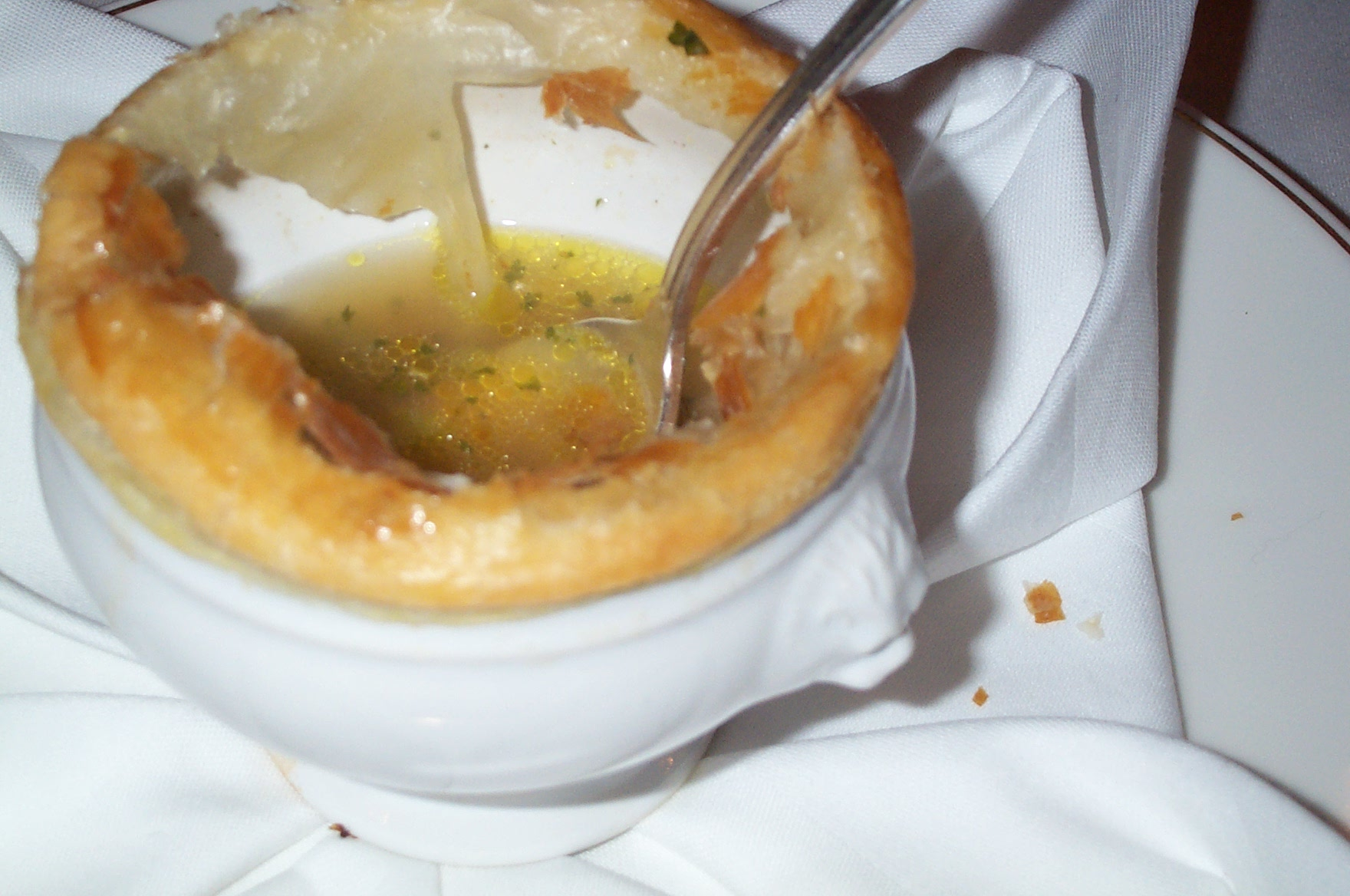
프랑스식 콩소메 드 쾨 드 뵈프(consommé de queue de bœuf

## 같이 보기
- 꼬리곰탕